# Dorres
Dorres (em catalão:  Dorres) é uma comuna francesa na região administrativa da Occitânia, no departamento dos Pirenéus Orientais. Estende-se por uma área de 24.77 km², e possui 168 habitantes, segundo o censo de 2018, com uma densidade de 6.8 hab/km².